# سفنتو جيورجي

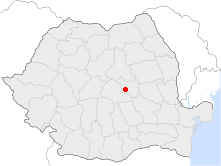
موقع سفنتو جيورجي

سفنتو جيورجي (بالرومانية:Sfântu Gheorghe) وتعني القديس جرجيس في اللغة الرومانية, ومدينة سفنتو جيورجي عاصمة مقاطعة كوفاسنا في ترانسلفانيا في رومانيا ويبلغ عدد سكان المدينة 61512 عام 2002م.

## المياه
يمر في المدينة نهر أولت.

## مباني تاريخية
تحتوي المدينة على كنائس قديمة جدا منها : كنيسة قديمة بنيت في القرن الرابع عشر وأخرى بنيت عام 1802م، وكنيسة كبيرة بنيت عام 1870م.

## توأمة
لسفنتو جيورجي اتفاقيات توأمة مع كل من:
- كرالوسكي خلمتش
- سغليد
- Kanjiža [الإنجليزية]‏
- كيش كونهالاش [الإنجليزية]‏
- Ferencváros [الإنجليزية]‏
- جفعاتايم

## صور

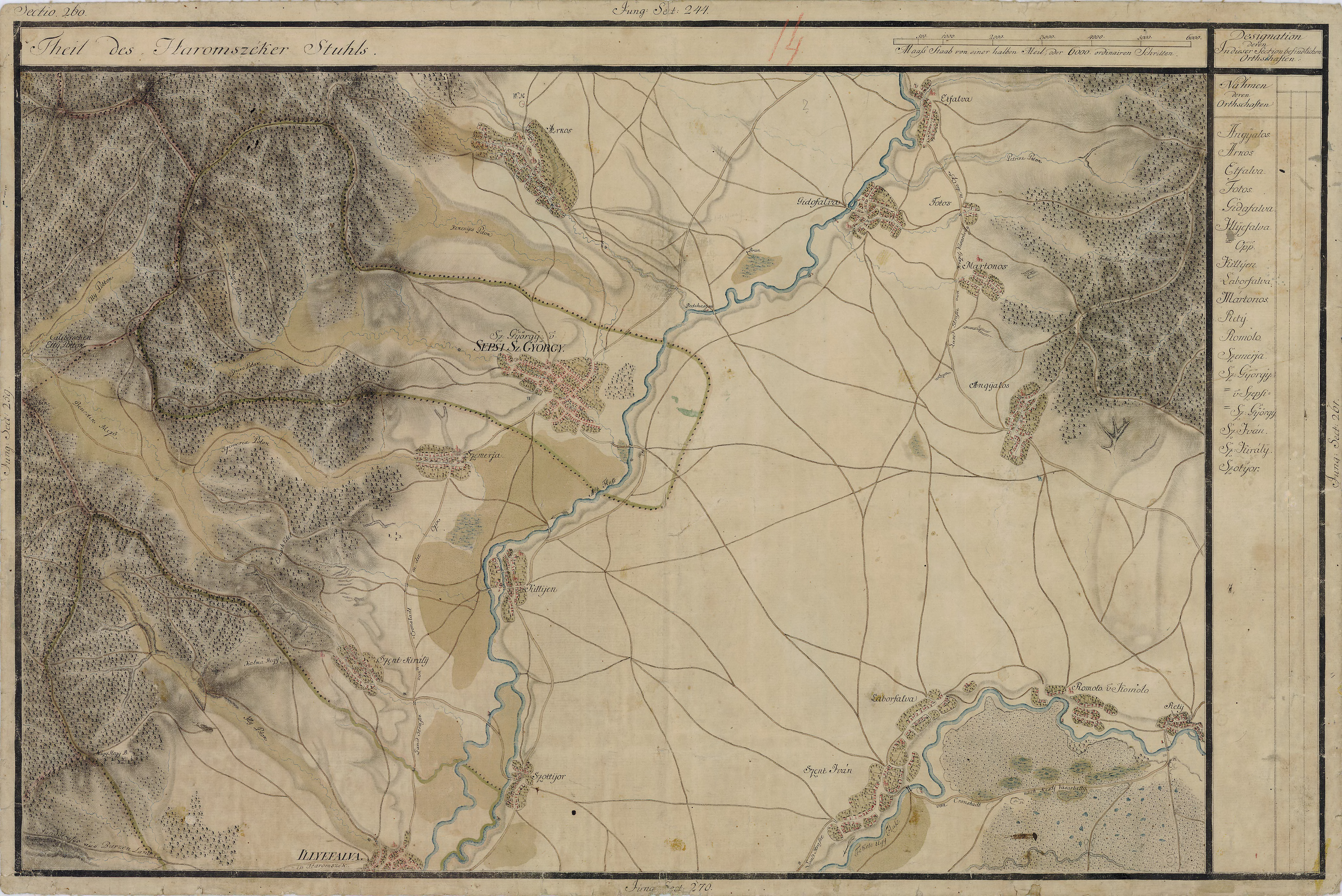
خارطة للمدينة عام 1769م.

## أعلام
- إديث ماتي
- ماريوس سوكه
- غابرييلا روتيش